# Campeonato Mundial de Corta-Mato de 1978
O 6º Campeonato Mundial de Corta-Mato foi realizado em 26 de março de 1978 em Glasgow, Escócia.

## Resultados

### Corrida Longa Masculino

#### Individual
| Medalha | Atleta            | País            | Tempo     |
| Ouro    | John Treacy       | Irlanda         | 39:25 min |
| Prata   | Aleksandr Antipov | União Soviética | 39:28 min |
| Bronze  | Karel Lismont     | Bélgica         | 39:32 min |

#### Equipas
| Medalha | Selecção | Marca   |
| Ouro    | França · Pierre Levisse (10º) · Lucien Rault (13º) · Radhouane Bouster (18º) · Alex Gonzalez (32º) · Thierry Watrice (35º) · Jean-Paul Gomez (43º) | 151 pts |
| Prata   | Estados Unidos · Guy Arbogast (5º) · Craig Virgin (6º) · Greg Meyer (20º) · Jeff Wells (29º) · Bill Rodgers (44º) · Mike Roche (52º)               | 156 pts |
| Bronze  | Inglaterra · Tony Simmons (4º) · Jon Wild (15º) · Neil Coupland (28º) · Mike McLeod (30º) · Ken Newton (40º) · Steve Kenyon (42º)                  | 159 pts |

### Corrida Júnior Masculina

#### Individual
| Medalha | Atleta           | País       | Tempo     |
| Ouro    | Mick Morton      | Inglaterra | 22:57 min |
| Prata   | Rob Earl         | Canadá     | 23:10 min |
| Bronze  | Francisco Alario | Espanha    | 23:11 min |

#### Equipas
| Medalha | Selecção   | Marca  |
| Ouro    | Inglaterra | 53 pts |
| Prata   | Canadá     | 53 pts |
| Bronze  | Espanha    | 54 pts |

### Corrida Longa Feminina

#### Individual
| Medalha | Atleta            | País    | Tempo     |
| Ouro    | Grete Waitz       | Noruega | 16:19 min |
| Prata   | Natalia Marasescu | Roménia | 16:49 min |
| Bronze  | Maricica Puica    | Roménia | 16:59 min |

#### Equipas
| Medalha | Selecção                                                                                                | Marca  |
| Ouro    | Roménia · Natalia Marasescu (2ª) · Maricica Puica (3ª) · Georgeta Gazibara (8ª) · Antoaneta Iacob (17ª) | 30 pts |
| Prata   | Estados Unidos · Julie Shea (4ª) · Jan Merrill (7ª) · Kathy Mills (11ª) · Brenda Webb (15ª)             | 37 pts |
| Bronze  | Inglaterra · Joyce Smith (9ª) · Christine Benning (12ª) · Penny Yule (16ª) · Mary Stewart (18ª)         | 55 pts |